# Antonio José de Sucre

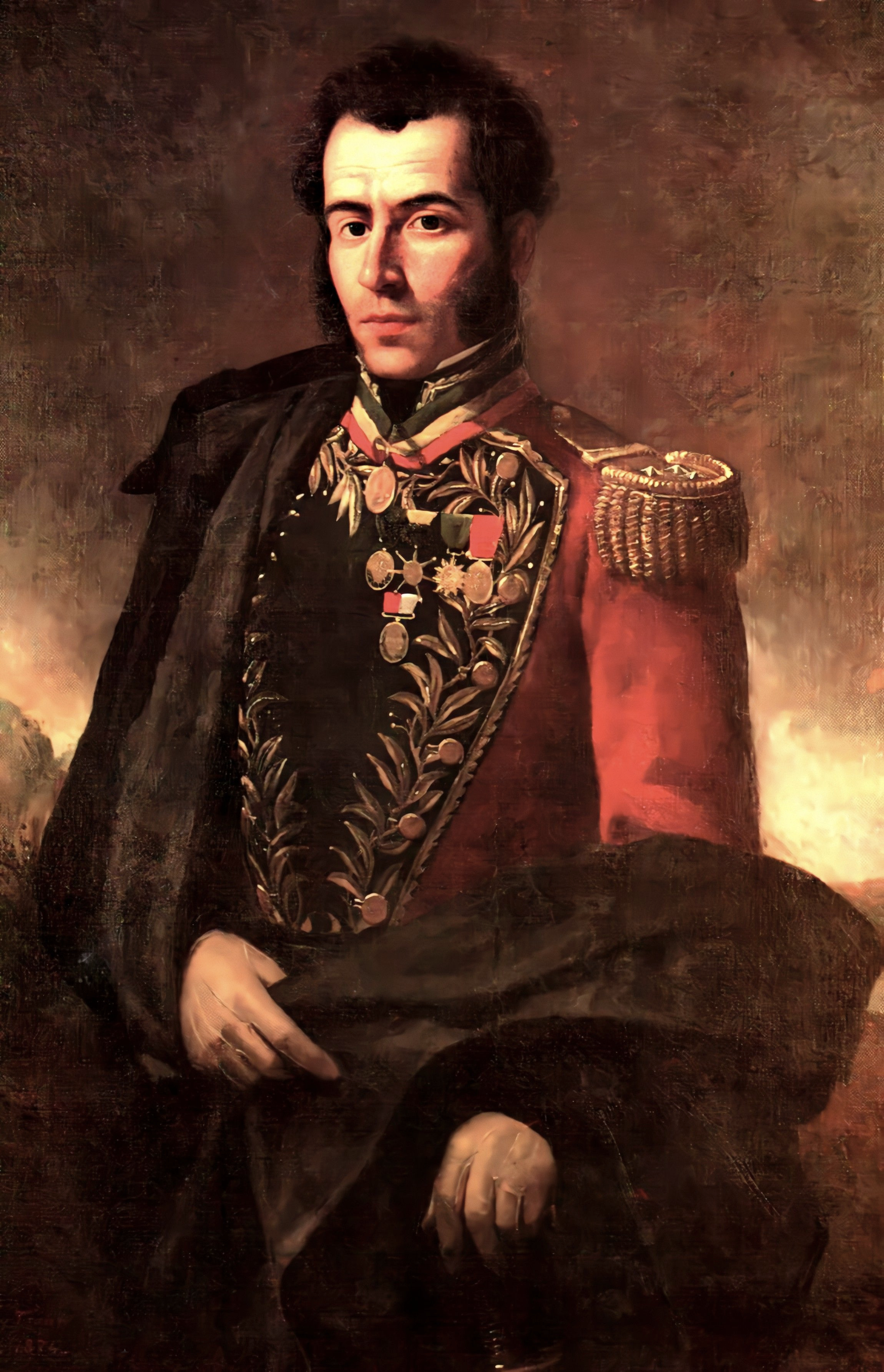
Antonio José de Sucre

Antonio José de Sucre y de Alcalá (Cumaná, Venezuela, 3 februari 1795 – vermoord in het "Bos van Berrucos", Groot-Colombia (tegenwoordig Colombia), 4 juni 1830) was een Zuid-Amerikaanse onafhankelijkheidsstrijder.
De Sucre werd geboren in Cumaná in Venezuela, dat toen deel uitmaakte van de Spaanse kolonie Nueva Granada. Hij behoorde tot de van oorsprong Vlaamse adellijke familie de Sucre. Het was Charles de Sucre y Pardo, zoon van de Vlaamse edelman Charles Adrien de Sucre en een Spaanse edeldame, die als eerste in wat nu Venezuela is, arriveerde op het einde van de 17 de eeuw. Antonio José was zijn achterkleinzoon.

## Militair optreden
In 1811 nam hij deel aan de in 1810 uitgebroken strijd voor onafhankelijkheid van Spanje. Hij diende als adjudant van zijn vriend Simón Bolívar en bleek een capabel militair leider te zijn. In 1817 kreeg hij de rang van kolonel en in 1819 werd hij brigadegeneraal. Na de Slag bij Boyacá werd De Sucre benoemd tot het hoofd van de strijdkrachten van Bolívar. In 1821 kreeg hij de leiding over de campagne waarmee Quito moest worden veroverd. Hij won deze Slag bij Pichincha glansrijk op 24 mei 1822.
Vervolgens versloeg hij in augustus 1824 de Spaanse troepen bij Ayacucho in Peru. Dit was de beslissende slag in de Zuid-Amerikaanse vrijheidsoorlog.

## Politiek optreden
In 1826 werd De Sucre president van de jonge staat Bolivia, nadat president Bolívar moest vertrekken naar Groot-Colombia, waarvan hij eveneens president was, om daar orde op onrustige zaken te stellen. Antonio de Sucre kon de stabiliteit in Bolivia slechts met moeite bewaren. Vanuit Peru werd er druk uitgeoefend om over te gaan tot een federale samenwerking. De Peruaanse generaal Agustín Gamarra viel op 28 mei 1827 La Paz binnen. Antonio de Sucre trad af in september dat jaar en verliet Bolivia. Hij vestigde zich vervolgens in Ecuador. Vanuit daar ondernam hij nog een vruchteloze poging om namens Bolívar het bestaan van de Confederatie van Peru en Bolivia te beëindigen.
Aan het einde van 1828 kreeg De Sucre op aandringen van Bolívar de leiding over de volksvertegenwoordiging van Groot-Colombia. Er waren ook pogingen om hem te benoemen als de president van Groot-Colombia, als opvolger van Bolívar, maar daar ging hij niet mee akkoord.
In februari 1829 maakte De Sucre deel uit van een commissie die naar Venezuela zou afreizen, teneinde een einde te maken aan de verdeeldheid onder de politieke leiders die daar heerste. Deze taak was niet eenvoudig en doordat ook de politieke situatie in Groot-Colombia weinig stabiel was werd De Sucre steeds ontevredener met zijn bestaan als politicus. Het aftreden van Bolívar als president van Groot-Colombia en diens vertrek uit het land (waarna het niet mogelijk bleek om een andere president te vinden) was voor Antonio de Sucre de voornaamste aanleiding om zijn leven als politicus vaarwel te zeggen. Hij vertrok naar Quito om daar een privé-leven te leiden, maar hij arriveerde er nooit: onderweg werd hij in het zuiden van Colombia vermoord. De omstandigheden rond de moord werden nooit opgehelderd en geruchten wilden dat verschillende van zijn tegenstanders, waaronder Agustín Gamarra, de moord geregisseerd zouden hebben.

## Blijvende herinneringen
In Latijns-Amerika wordt men door verschillende vernoemingen herinnerd aan Antonio José de Sucre:
- De wettelijke hoofdstad van Bolivia: Sucre;
- De nationale munt van Ecuador voordat daar de dollar voor in de plaats kwam: de Sucre;
- De staat in Venezuela waar Sucre geboren werd: Sucre;
- Een departement van Colombia: Sucre.

## Trivia
- Naar verluidt waren zijn laatste woorden "¡Carajo, un balazo!", wat zoveel betekent als "Verdomme, een kogel!". De Sucre stond bekend als een gentleman en er wordt dan ook wel gezegd dat dit de eerste (en uiteraard ook de laatste) keer in zijn leven was dat hij vloekte.